# L'Oncle Robinson
L'Oncle Robinson est un roman inédit et inachevé de Jules Verne qui a été refusé par son éditeur Pierre-Jules Hetzel en 1870. Le manuscrit a été édité pour la première fois en 1991 au Cherche-Midi Éditeur, puis a été repris dans la collection « Le Livre de poche » en 2001.

## Genèse
L'idée de traiter le thème d'un groupe de personnes abandonnées sur une île déserte était présente dans l'esprit de Jules Verne depuis quelque temps déjà, comme en témoignent les lettres qu'il écrit à son éditeur durant les années 1869 -1870. C'est ainsi qu'en 1871 il propose à son éditeur Jules Hetzel L'Oncle Robinson qui décrit la survie d'un groupe de personnes aidées par un marin surnommé l'oncle Robinson. Il utilisera la copie de L'Oncle Robinson pour rédiger la première partie de L'Île mystérieuse, qui sera publiée en 1875.
Son récit s'inspire du roman phare du genre, Robinson Crusoé de Daniel Defoe (1719), ainsi que du roman Le Robinson suisse de Johann David Wyss (1812). Jules Verne revendique cette filiation aussi bien dans le début du roman que dans une lettre adressée à son éditeur.

## Résumé
En 1861, échoués sur une île déserte du Pacifique à la suite d’une mutinerie de l’équipage du voilier qui les emmenait vers les États-Unis, un couple et ses quatre enfants apprennent à survivre avec l’aide d’un matelot resté fidèle, surnommé « l'Oncle Robinson ».

## Suite du roman
En 2021, chez l'éditeur Librinova, David Petit-Quénivet propose une suite au roman inachevé de Jules Verne.
La carte de l'île déserte baptisée Flip-Island par Jules Verne a été dessinée à cette occasion et figure à la fin du livre.
En 2024, une réédition de la suite de ce roman chez BoD a donné lieu à une seconde version en trois tomes (L'Oncle Robinson, première partie : les abandonnés, L'Oncle Robinson, deuxième partie : les colons et L'Oncle Robinson, troisième partie : les exilés).

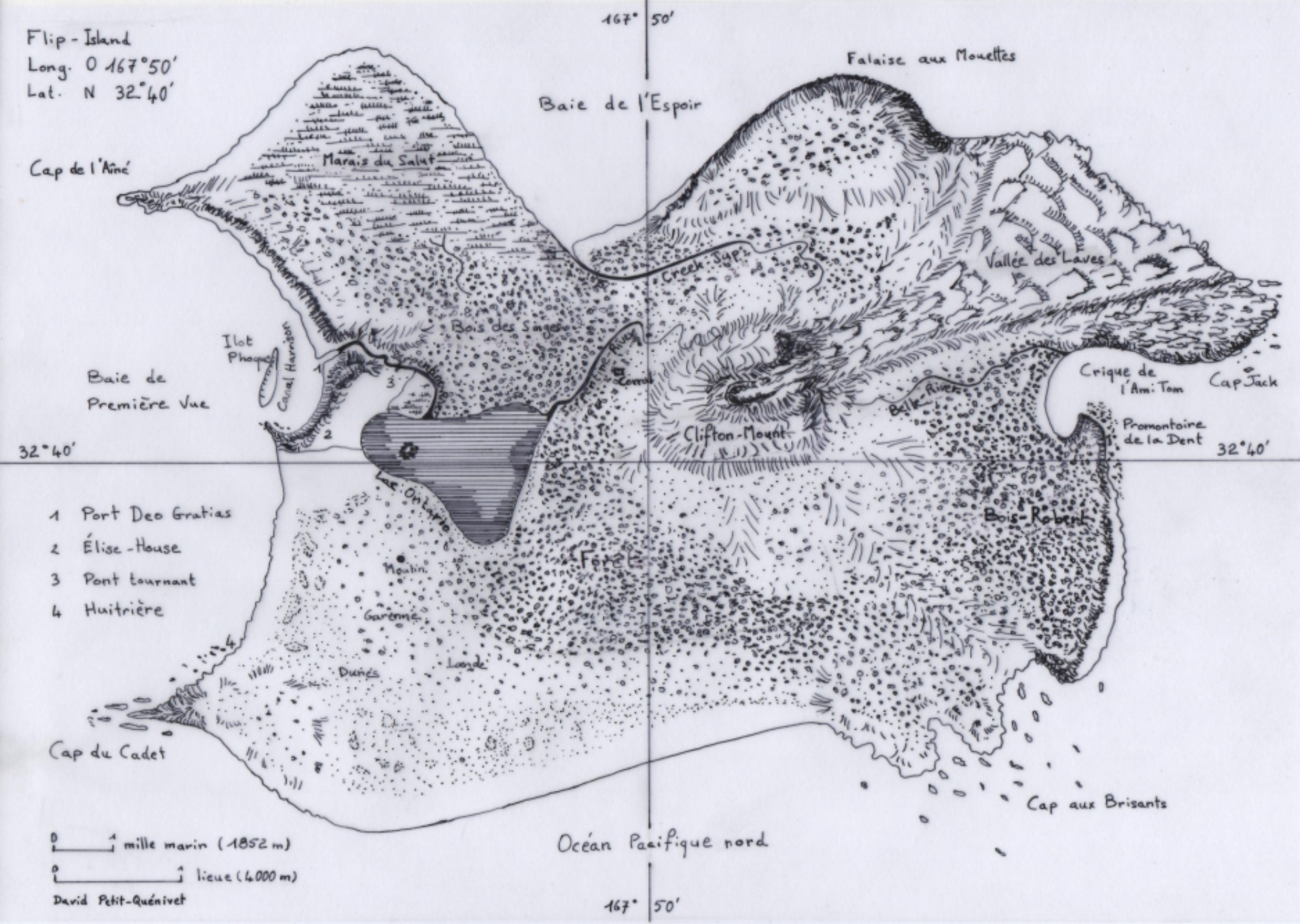
Carte de Flip Island (L'Oncle Robinson - Deuxième partie)